# Алексарх Македонски
Вижте пояснителната страница за други личности с името Алексарх.
Алексарх Македонски (на старогръцки: Ἀλέξαρχος) е античен македонски гръцки учен и военен от IV - III век пр. Хр.

## Биография
Алексарх е син на Антипатър и брат на Касандър. Роден е около 350 година и умира около 290 година пр. Хр (след 295 година). Споменат е като основател на утопичния град Урануполис на Халкидика. За него се казва, че е въвел в гръцкия език много неологизми, които макар и изразителни са разглеждани като жаргонни или педантизми.